# 4th Grade
«4th Grade» (en español «Cuarto Grado») es el undécimo episodio de la cuarta temporada de la serie animada de televisión South Park, y el episodio número 59 en general. Se emitió por primera vez el 8 de noviembre de 2000. Escrito por Trey Parker, el episodio se centra en la transición de los personajes principales al cuarto grado, un cambio que se mantendría en las temporadas posteriores. Es el episodio en el que el Sr Garrison, quien había sido homofóbico en su retórica durante las primeras temporadas, finalmente acepta su propia homosexualidad.

## Trama
El episodio comienza con los chicos, Stan, Kyle, Cartman y Kenny, comenzando su primer día en cuarto grado. Rápidamente se dan cuenta de que su nueva maestra, la Srta. Choksondik, es mucho más estricta que su maestro de tercer grado, el Sr Garrison. Los chicos, anhelando los días sin preocupaciones del tercer grado, idean un plan para viajar en el tiempo usando la silla de ruedas de Timmy y una tosca máquina del tiempo construida por dos fanáticos de Star Trek. El intento de viaje en el tiempo falla, lo que hace que la silla de ruedas de Timmy se desplace erráticamente por todo el pueblo de South Park. La Srta. Choksondik, decepcionada con el desempeño de los estudiantes en su clase, se embarca en una búsqueda para encontrar al Sr Garrison. Kenny es enviado a intentar detener la silla de ruedas de Timmy, pero muere en el proceso. Choksondik encuentra a Garrison viviendo de manera salvaje en las montañas y le pregunta cómo manejó a sus antiguos alumnos. Mientras tanto, Timmy ha sido teletransportado en el tiempo a la era de los dinosaurios. Los chicos intentan construir otra máquina del tiempo, pero los dos fanáticos de Star Trek se niegan a hablar entre sí debido a una disputa sobre cuántos episodios de Star Trek hay.
Garrison envía a Choksondik al «árbol de la perspicacia», donde no encuentra nada. Garrison entra entonces a dicho arbol y acepta su homosexualidad. Los niños, tras convencer a los fans de Star Trek de construir otra máquina del tiempo, abren un portal y se preparan para retroceder en el tiempo. La Srta. Choksondik les dice que no deberían retroceder en el tiempo y que deberían centrarse en seguir adelante con sus vidas. Los chicos se dan cuenta de que no quieren volver a tercer grado y culpan a Cartman por ponerlos nostálgicos. Timmy regresa por el portal y se reúne con la clase.
Garrison anuncia su homosexualidad al personal escolar, quienes lo felicitan por aceptar su sexualidad y les piden que le devuelvan su puesto de maestro. El episodio termina con el personal escolar diciéndole a Garrison que no contratan a personas homosexuales y riéndose en su cara.

## Producción
La decisión de que los personajes lleguen a cuarto grado fue descrita por Trey Parker en una entrevista con The Vindicator como «una especie de broma» y «una parodia de cómo series como Beverly Hills, 90210 cambian a medida que los actores envejecen». Cuando Michael Saunders y Jim Sullivan de The Boston Globe le preguntaron si el paso a cuarto grado presagiaba un cambio en el tono de la serie, Parker respondió que «el tono de la serie no es diferente».

## Recepción
La recepción crítica del episodio fue mayormente positiva. Terry Morrow, de Knoxville News Sentinel, opinó que el programa tenía una «energía renovada» y que «conserva su espíritu rebelde». Diane Werts, de Newsday, comentó que «las piezas no encajan tan bien como de costumbre, lo que hace que el conjunto sea algo inferior a la suma de sus ingeniosas partes». Joel Brown, de Boston Herald, calificó el episodio con tres estrellas de cuatro y señaló que tenía una «sensación demencial».

### Citas
1. ↑  Morris, Kit (3 de marzo de 2022). «10 Things That Make No Sense About South Park». CBR (en inglés). Consultado el 1 de julio de 2024.
2. ↑  Ramlow, Todd R. (28 June 2004). «SOUTH PARK: THE COMPLETE FOURTH SEASON». PopMatters. Consultado el 30 de junio de 2024.
3. ↑  Fickett, Travis (9 de mayo de 2012). «South Park: Mr. Garrison's Greatest Moments». IGN. Consultado el 30 de junio de 2024.
4. ↑  «Children still raunchy, but now a little older». The Vindicator. November 8, 2000. p. 39. Consultado el August 30, 2024.
5. ↑  Saunders, Michael; Sullivan, Jim (2000-11-08). "An upgrade on 'South Park'". The Boston Globe. Archived from the original on 2024-09-03. Retrieved 2024-09-03 – via Newspapers.com.
6. ↑  Morrow, Terry (2000-11-08). "'South Park' still delivers punch". Knoxville News Sentinel. Archived from the original on 2024-09-03. Retrieved 2024-09-03 – via Newspapers.com.
7. ↑  Werts, Diane (2000-11-08). "The Gang Forges Into Fourth Grade". Newsday. Archived from the original on 2024-09-03. Retrieved 2024-09-03 – via Newspapers.com.
8. ↑  Brown, Joel (2000-11-08). "Television Review - New season of 'South Park' goes fourth as the kids get promoted". Boston Herald. Archived from the original on 2024-09-03. Retrieved 2024-09-03.